# 安楽城村
安楽城村（あらきむら）は山形県最上郡にあった村。現在の真室川町の西半、鮭川上流域にあたる。

## 地理
- 山：薬師山、黒森、女加無山、男加無山、萱森、丁岳、水無大森、三滝山、二ツ山、蕗沢森、八森、弁慶山、魚止森、三本杉、日山、有沢山、雁唐山、石蓋狩山、明神山、一本倉
- 河川：鮭川、小又川

## 歴史
- 1889年（明治22年）4月1日 - 町村制の施行により、大沢村、差首鍋村の区域をもって発足。
- 1956年（昭和31年）9月30日 - 真室川町・及位村と合併し、改めて真室川町が発足。同日安楽城村廃止。